# Gent-Wevelgem 2024
De wielerwedstrijd Gent-Wevelgem werd in 2024 verreden op 24 maart. Bij de mannen was het de 86e editie en bij de vrouwen de dertiende. 

## Mannen

### Uitslag
| Plaats  | Naam                 | Ploeg                      | tijd     |
| ------- | -------------------- | -------------------------- | -------- |
| Winnaar | Mads Pedersen        | Lidl-Trek                  | 5u36'00" |
| 2       | Mathieu van der Poel | Alpecin-Deceuninck         | z.t.     |
| 3       | Jordi Meeus          | BORA-hansgrohe             | + 0'16"  |
| 4       | Jasper Philipsen     | Alpecin-Deceuninck         | z.t.     |
| 5       | Jonathan Milan       | Lidl-Trek                  | z.t.     |
| 6       | Olav Kooij           | Team Visma-Lease a Bike    | z.t.     |
| 7       | Biniam Girmay        | Intermarché-Wanty          | z.t.     |
| 8       | Tim Merlier          | Soudal Quick-Step          | z.t.     |
| 9       | Dylan Groenewegen    | Team Jayco AlUla           | z.t.     |
| 10      | Matteo Trentin       | Tudor Pro Cycling Team     | z.t.     |
| 11      | Oliver Naesen        | Decathlon AG2R La Mondiale | z.t.     |
| 12      | Stefan Bissegger     | EF Education-EasyPost      | z.t.     |
| 13      | Matej Mohorič        | Bahrain-Victorious         | z.t.     |
| 14      | Stefan Küng          | Groupama-FDJ               | z.t.     |
| 15      | Luca Mozzato         | Arkéa-B&B Hotels           | z.t.     |
| 16      | Laurenz Rex          | Intermarché-Wanty          | z.t.     |
| 17      | Corbin Strong        | Israel-Premier Tech        | z.t.     |
| 18      | Marius Mayrhofer     | Tudor Pro Cycling Team     | z.t.     |
| 19      | Mikkel Bjerg         | UAE Team Emirates          | z.t.     |
| 20      | Jonas Abrahamsen     | Uno-X Mobility             | z.t.     |

## Vrouwen

### Deelnemende ploegen
Vierentwintig ploegen gingen van start, waarvan veertien uit de World Tour en tien continentale ploegen. 

### Uitslag
| Plaats  | Naam                      | Ploeg                | tijd     |
| ------- | ------------------------- | -------------------- | -------- |
| Winnaar | Lorena Wiebes             | Team SD Worx-Protime | 4u16'19" |
| 2       | Elisa Balsamo             | Lidl-Trek            | z.t.     |
| 3       | Chiara Consonni           | UAE Team ADQ         | z.t.     |
| 4       | Charlotte Kool            | dsm-firmenich PostNL | z.t.     |
| 5       | Maria Giulia Confalonieri | Uno-X Mobility       | z.t.     |
| 6       | Arlenis Sierra            | Movistar Team        | z.t.     |
| 7       | Puck Pieterse             | Fenix-Deceuninck     | z.t.     |
| 8       | Thalita de Jong           | Lotto Dstny          | z.t.     |
| 9       | Christina Schweinberger   | Fenix-Deceuninck     | z.t.     |
| 10      | Maggie Coles-Lyster       | Roland               | z.t.     |
| 11      | Margot Vanpachtenbeke     | VolkerWessels        | z.t.     |
| 12      | Linda Riedmann            | Visma-Lease a Bike   | z.t.     |
| 13      | Kimberley Pienaar         | AG Insurance-Soudal  | z.t.     |
| 14      | Victoire Berteau          | Cofidis              | z.t.     |
| 15      | Nina Berton               | Ceratizit-WNT        | z.t.     |
| 16      | Simone Boilard            | Uno-X Mobility       | z.t.     |
| 17      | Tamara Dronova            | Roland               | z.t.     |
| 18      | Floortje Mackaij          | Movistar Team        | z.t.     |
| 19      | Lotte Kopecky             | Team SD Worx-Protime | z.t.     |
| 20      | Eugenia Bujak             | UAE Team ADQ         | z.t.     |

1934 · 1935 · 1936 · 1937 · 1938 · 1939 · 1940 · 1941 · 1942 · 1943 · 1944 · 1945 · 1946 · 1947 · 1948 · 1949 · 1950 · 1951 · 1952 · 1953 · 1954 · 1955 · 1956 · 1957 · 1958 · 1959 · 1960 · 1961 · 1962 · 1963 · 1964 · 1965 · 1966 · 1967 · 1968 · 1969 · 1970 · 1971 · 1972 · 1973 · 1974 · 1975 · 1976 · 1977 · 1978 · 1979 · 1980 · 1981 · 1982 · 1983 · 1984 · 1985 · 1986 · 1987 · 1988 · 1989 · 1990 · 1991 · 1992 · 1993 · 1994 · 1995 · 1996 · 1997 · 1998 · 1999 · 2000 · 2001 · 2002 · 2003 · 2004 · 2005 · 2006 · 2007 · 2008 · 2009 · 2010 · 2011 · 2012 · 2013 · 2014 · 2015 · 2016 · 2017 · 2018 · 2019 · 2020 · 2021 · 2022 · 2023 · 2024
Lijst van beklimmingen
Tour Down Under ·
Great Ocean Road Race ·
Ronde van de Verenigde Arabische Emiraten ·
Omloop Het Nieuwsblad ·
Strade Bianche ·
Parijs-Nice · 
Tirreno-Adriatico · 
Milaan-San Remo ·
Ronde van Catalonië ·
Classic Brugge-De Panne ·
E3 Saxo Classic ·
Gent-Wevelgem ·
Dwars door Vlaanderen ·
Ronde van Vlaanderen ·
Ronde van het Baskenland ·
Parijs-Roubaix ·
Amstel Gold Race ·
Waalse Pijl ·
Luik-Bastenaken-Luik ·
Ronde van Romandië ·
Eschborn-Frankfurt ·
Ronde van Italië ·
Critérium du Dauphiné ·
Ronde van Zwitserland ·
Ronde van Frankrijk ·
Clásica San Sebastián ·
Ronde van Polen ·
Bretagne Classic ·
BEMER Cyclassics ·
Renewi Tour ·
Ronde van Spanje ·
GP van Quebec ·
GP van Montreal ·
Ronde van Lombardije ·
Ronde van Guangxi
Tour Down Under ·
Cadel Evans Great Ocean Road Race ·
Ronde van de Verenigde Arabische Emiraten ·
Omloop Het Nieuwsblad ·
Strade Bianche ·
Ronde van Drenthe ·
Trofeo Alfredo Binda-Comune di Cittiglio ·
Brugge-De Panne ·
Gent-Wevelgem ·
Ronde van Vlaanderen ·
Parijs-Roubaix ·
Amstel Gold Race ·
Waalse Pijl ·
Luik-Bastenaken-Luik ·
Ronde van Spanje ·
Ronde van het Baskenland ·
Ronde van Burgos ·
RideLondon Classic ·
Ronde van Groot-Brittannië ·
Ronde van Zwitserland ·
Ronde van Italië ·
Ronde van Frankrijk ·
GP de Plouay-Bretagne ·
Ronde van Romandië ·
Simac Ladies Tour ·
Ronde van Chongming ·
Ronde van Guangxi
Afgelaste wedstrijden: Ronde van Scandinavië